# Kateryna Gornostai

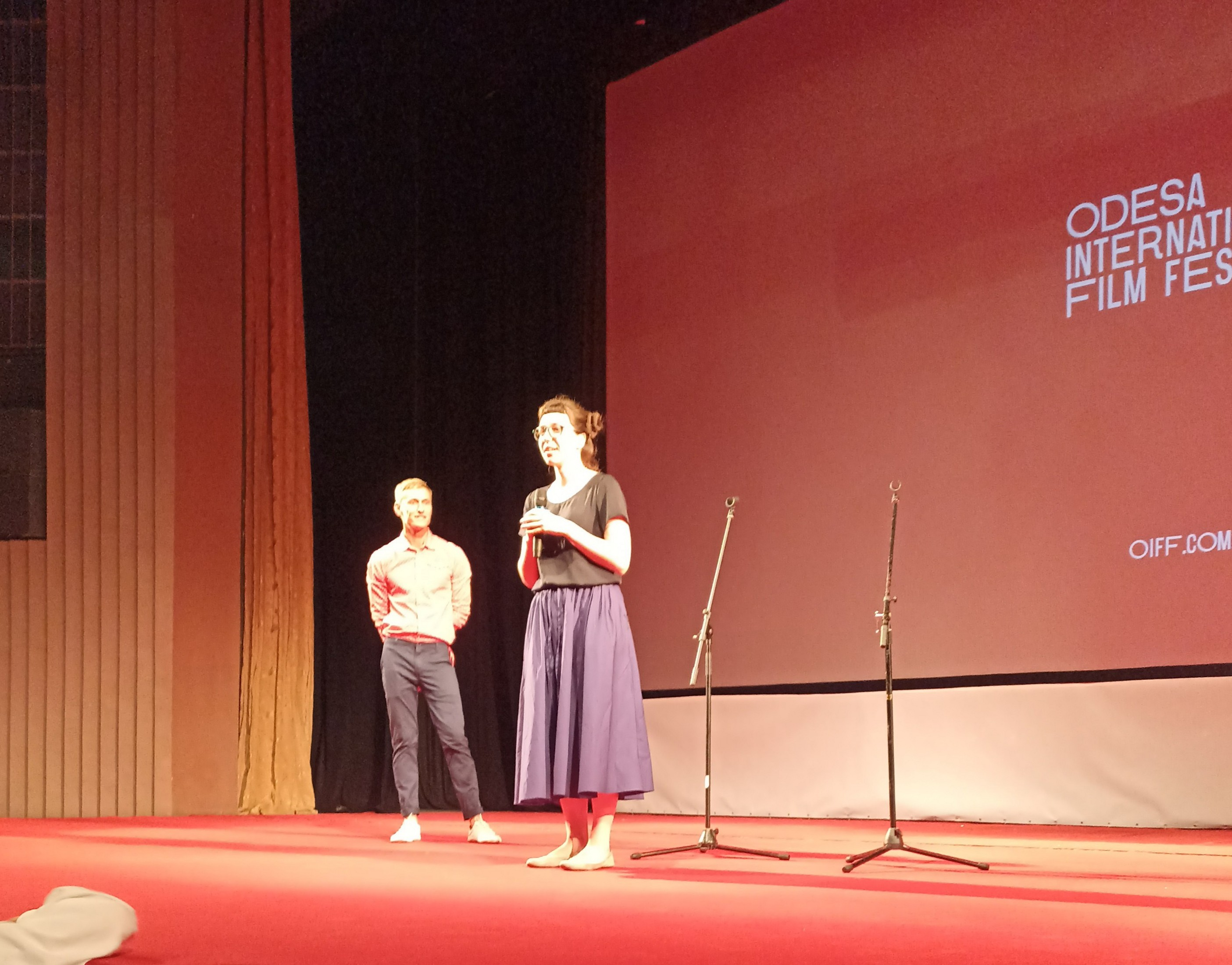
Kateryna Gornostai.

Kateryna Gornostai (ukrainien : Горностай Катерина Павлівна), née le 15 mars 1989, est une réalisatrice, scénariste et monteuse ukrainienne. Elle est membre du jury du festival du film Wiz-Art depuis 2014 et membre de l'Académie ukrainienne du cinéma depuis 2017.

## Biographie

### Jeunesse et formation
Kateryna Gornostai naît à Lutsk, dans l'oblast de Volyn, le 15 mars 1989. Elle est la fille unique des psychothérapeutes Svetlana Vaskivska et Pavel Gornostay.
Kateryna étudie d'abord la biologie (2010) et plus tard le journalisme (2012, MD) à l'Université nationale de Kyiv-Mohyla Academy. Après avoir obtenu son diplôme à l'école du film documentaire et théâtre Marina Razbezhkina et Mikhail Ugarov, à Moscou, d'octobre 2012 à novembre 2013, elle rentre chez elle à Kiev,.

### Carrière cinématographique
Kateryna Gornostai commence sa carrière en tant que documentariste en 2012. Elle travaille actuellement sur des documentaires éducatifs ainsi que sur ses propres projets de documentaires et de films de fiction. Kateryna enseigne également la réalisation de films documentaires à l'école de journalisme de l'Académie Kyiv-Mohyla. Elle commence à expérimenter des films de fiction et des formes hybrides. Son esthétique et sa capacité à transmettre la vie sans artifice ont attiré l'attention des critiques de cinéma,.

## Filmographie
| An   | Titre français              | Titre ukrainien             | Genre                                         | Occupation |
| ---- | --------------------------- | --------------------------- | --------------------------------------------- | --- |
| 2011 | Vraies nouvelles            | Справжні новини             | Documentaire                                  | Réalisateur, co-écrit avec Dmitro Krasny |
| 2013 | Entre nous                  | Між нами                    | Documentaire, court métrage, travail de cours | Réalisateur et directeur de la photographie, co-auteur R. Bondarchuk, Y. Gontaruk, A. Kiselyov, A. Litvinenko, R. Lyubi, O. Solodunov, D. Stoykov, O. Techinsky, V. Tykhy |
| 2014 | Euromaidan, coupe grossière | Євромайдан. Чорновий монтаж | Documentaire                                  | Réalisateur & directeur de la photographie |
| 2015 | Une façon                   | Віддалік                    | Court métrage de fiction                      | Réalisateur & directeur de la photographie |
| 2015 | Maidan est partout          | Скрізь Майдан               | Documentaire de moyen métrage                 | Réalisateur & directeur de la photographie |
| 2016 | Lait condensé               | Згущьонка                   | Court métrage de fiction                      | Réalisateur, co-écrit avec Dmitro Krasny |
| 2017 | Lilas                       | Бузок                       | Court métrage de fiction                      | Réalisateur & scénariste |
| 2018 | Crocodile                   | Крокодил                    | Court métrage de fiction                      | Réalisateur & scénariste |
| 2021 | Jeunesse en sursis          | Стоп-Земля                  | Long métrage de fiction                       | Réalisateur & scénariste |

## Récompenses
| An   | Film               | Nomination                                                                                                | Festival                                  |
| ---- | ------------------ | --- | ----------------------------------------- |
| 2015 | Une façon          | Meilleur film ukrainien en 2015                                                                           | Festival du film Wiz-Art                  |
|      |                    | Meilleur acteur en 2015                                                                                   | Festival international du film d'Odessa   |
|      |                    | Meilleur court métrage ukrainien en 2015                                                                  | Festival international du film molodiste  |
| 2015 | Maidan est partout | Prix Andriy Matrosov en 2015                                                                              | DocuDays UA                               |
| 2017 | Lilas              | Mention Spéciale du Jury et Prix FIPRESCI du Meilleur Court Métrage Ukrainien en 2017                     | Festival international du film d'Odessa   |
| 2021 | Jeunesse en sursis | Ours de Cristal du meilleur long métrage du Jury Jeunes de la compétition Génération 14plus               | Festival international du film de Berlin. |
|      |                    | Meilleur film ukrainien en 2021 ; Meilleur travail d'acteur et Grand Prix                                 | Festival international du film d'Odessa.  |
|      |                    | Meilleur long métrage, ouverture de l'année, meilleur réalisateur, meilleure actrice et meilleur scénario | Kinokolo                                  |